# 1991 YC
1991 YC är en asteroid i huvudbältet som upptäcktes den 28 december 1991 av de båda japanska astronomerna Takeshi Urata och Akira Natori vid JCPM Yakiimo Station.